# あなた。
「あなた。」は、日本のシンガーソングライター・ハジ→のインディーズ1作目の配信シングル。

## 概要
- 前作「ずっと。」から約3ヶ月ぶりとなる、初の配信シングル。

## 収録曲
1. あなた。
作詞・作曲：ハジ→
編曲：小高光太郎
自身の母に向けた楽曲。

## 参加ミュージシャン
- ハジ→：Vocal

Additional Musician
- 浅田靖：Guitar

## タイアップ
- 名古屋テレビ放送系スポーツ中継『第94回全国高等学校野球選手権愛知大会』テーマソング
- 東日本放送系スポーツ中継『第94回全国高等学校野球選手権宮城大会』テーマソング
- とちぎテレビ系スポーツ中継『第94回全国高等学校野球選手権栃木大会』テーマソング
- 日本テレビ系列音楽バラエティ番組『ハッピーMusic』2012年8月度エンディングテーマ

## 収録アルバム
- ハジバム3。
- めっちゃ☆ハジバム。+1
- ハジベスト。